# Cnemaspis spinicollis
Espèce
Synonymes
- Ancylodactylus spinicollis Müller, 1907

Cnemaspis spinicollis est une espèce de geckos de la famille des Gekkonidae.

## Répartition
Cette espèce se rencontre en Côte d'Ivoire, au Togo, au Bénin, au Nigeria et au Cameroun.

## Publication originale
- Müller, 1907 : Über einen neuen Gecko aus Kamerun und eine neue colubrine Schlange aus Centralchina. Zoologische Anzeiger, vol. 31, p. 824-830 (texte intégral).